# Csór
Csór é um município da Hungria, situado no condado de Fejér. Tem 41,49 km² de área e sua população em 2015 foi estimada em 1.785 habitantes.